# Semana do Mar
A Semana do Mar é um evento anual português que ocorre na Horta, na Ilha do Faial, Região Autónoma dos Açores.